# ヴェッレット
ヴェッレット（伊: Verretto）は、イタリア共和国ロンバルディア州パヴィーア県にある、人口約400人の基礎自治体（コムーネ）。

## 地理

### 位置・広がり

#### 隣接コムーネ
隣接するコムーネは以下の通り。
- カザティズマ
- カステッジョ
- カステッレット・ディ・ブランドゥッツォ
- ルンガヴィッラ
- モンテベッロ・デッラ・バッターリア

### 気候分類・地震分類
気候分類では、zona E, 2619 GGに分類される。
また、イタリアの地震リスク階級 (it) では、zona 3 (sismicità bassa) に分類される
。

## 行政

### 分離集落
ヴェッレットには、以下の分離集落（フラツィオーネ）がある。
- Borgo, Carantano, Dorna, Filiberta, Lottona